# Paolo Enrico Arias
Paolo Enrico Arias (geboren am 17. Juli 1907 in Vittoria; gestorben am 3. Dezember 1998 in Pisa) war ein italienischer Klassischer Archäologe.
Arias studierte zunächst an der Universität Neapel, bevor er sein Studium der Klassischen Philologie und Archäologie an der Scuola Normale Superiore in Pisa fortsetzte und 1930 mit dem wenige Jahre zuvor dort eingeführten perfezionamento, einem der Doktorpromotion nahekommenden Abschluss beendete. Zu seinen akademischen Lehrern gehörten Matteo Marangoni, Attilio Momigliano, Augusto Mancini und Biagio Pace, der ihn besonders stark prägte. Das Thema seiner tesi di laurea war Il teatro greco fuori di Atene, die Arbeit erschien 1934.
Nach dem Studium war er zunächst Assistent bei Ranuccio Bianchi Bandinelli, bevor er 1932 als Assistent an die seinerzeit von Alessandro Della Seta geleitete Scuola Archeologica Italiana di Atene ging – neben Pace waren Bianchi Bandinelli und Della Seta die Personen, die Arias’ Methodik und Forschungsansatz am nachhaltigsten beeinflussten. Es folgten eine Reihe von Tätigkeiten an Soprintendenzen: als Inspektor ab 1934 an der Soprintendenza di Siracusa, ab 1936 an der Soprintendenza di Roma, als Soprintendente (Leiter) ab 1939 in Reggio Calabria, von 1946 bis 1954 in Bologna.
Während dieser Zeit nahm er Lehraufträge an den Universitäten Catania, Messina und Bologna war, bevor er von 1954 bis 1961 als ordentlicher Professor an der Universität Catania lehrte. Im Jahr 1961 folgte er dem Ruf an die Universität Pisa, an der er Klassische Archäologie und Kunstgeschichte der Antike lehrte. Ab 1962 lehrte er zugleich an der Scuola Normale Superiore di Pisa, deren Vizedirektor er 1966/67 war und an der er 1966 die viele Jahre von ihm geleitete Scuola Speciale per archeologi preistorici, classici e medievalisti ins Leben rief.
Während seiner Zeit in Griechenland und als Soprintendente leitete er zahlreiche Ausgrabungen, unter anderem auf Lemnos, in Lokroi Epizephyrioi, Marzabotto, Medma, in Cavallino (einem Ortsteil von San Godenzo), Sovana und Spina.
Arias deckte in seinen kunsthistorischen Forschungen das gesamte Spektrum antiken Kunstschaffens ab. Grundlegend waren seine Beiträge zur Erforschung griechischer Keramik, unter anderem seine Mitarbeit am Corpus Vasorum Antiquorum für Faszikel 1 der Serie zu Syrakus 1942 und Faszikel 1 der Serie zu Ferrara 1963 sowie sein Buch Tausend Jahre griechische Vasenkunst (1960).
Paolo Enrico Arias wurde 1990 als Mitglied in der Accademia dei Lincei aufgenommen. Zudem war er Mitglied in der Akademie der Wissenschaften und der Literatur in Mainz.

## Schriften (Auswahl)
- Il teatro greco fuori di Atene. Sansoni, Florenz 1934
- Mirone. Sansoni, Florenz 1940
- Dionigi il Vecchio. G. Crisafulli, Catania 1942
- Civiltà locrese in Grecia e nella Magna Grecia. G. Crisafulli, Catania 1944
- La Focide vista da Pausania. (Übersetzung und Kommentar von Pausanias Buch 10). Zwei Bände. Società editrice internazionale, Catania 1946
- Skopas. L’Erma, Rom 1952
- Storiografia e fonti della storia greca. 1954
- Tausend Jahre griechische Vasenkunst. Hirmer, München 1960
- Storia della ceramica greca. Società editrice internazionale, Turin 1963
- Policleto. Edizioni per il Club del libro, Mailand 1964
- Storia dell’archeologia. F. Vallardi, Mailand 1967
- L’arte della Grecia. Unione tipografico-editrice torinese, Turin 1967
- La scultura greca. Silvana, Mailand 1969
- L’arte antica in Italia. Introduzione. Società editrice internazionale, Turin 1975
- Quattro archeologi del nostro secolo: Paolo Orsi, Biagio Pace, Alessandro Della Seta, Ranuccio Bianchi-Bandinelli. Giardini, Pisa 1976
- Camposanto monumentale di Pisa. Le antichità. In Zusammenarbeit mit Emilio Cristiani und Emilio Gabba. Pacini, Pisa 1977
- L’anfora argentea di Porto Baratti. Istituto poligrafico e zecca dello stato, Rom 1986